# Knoflook

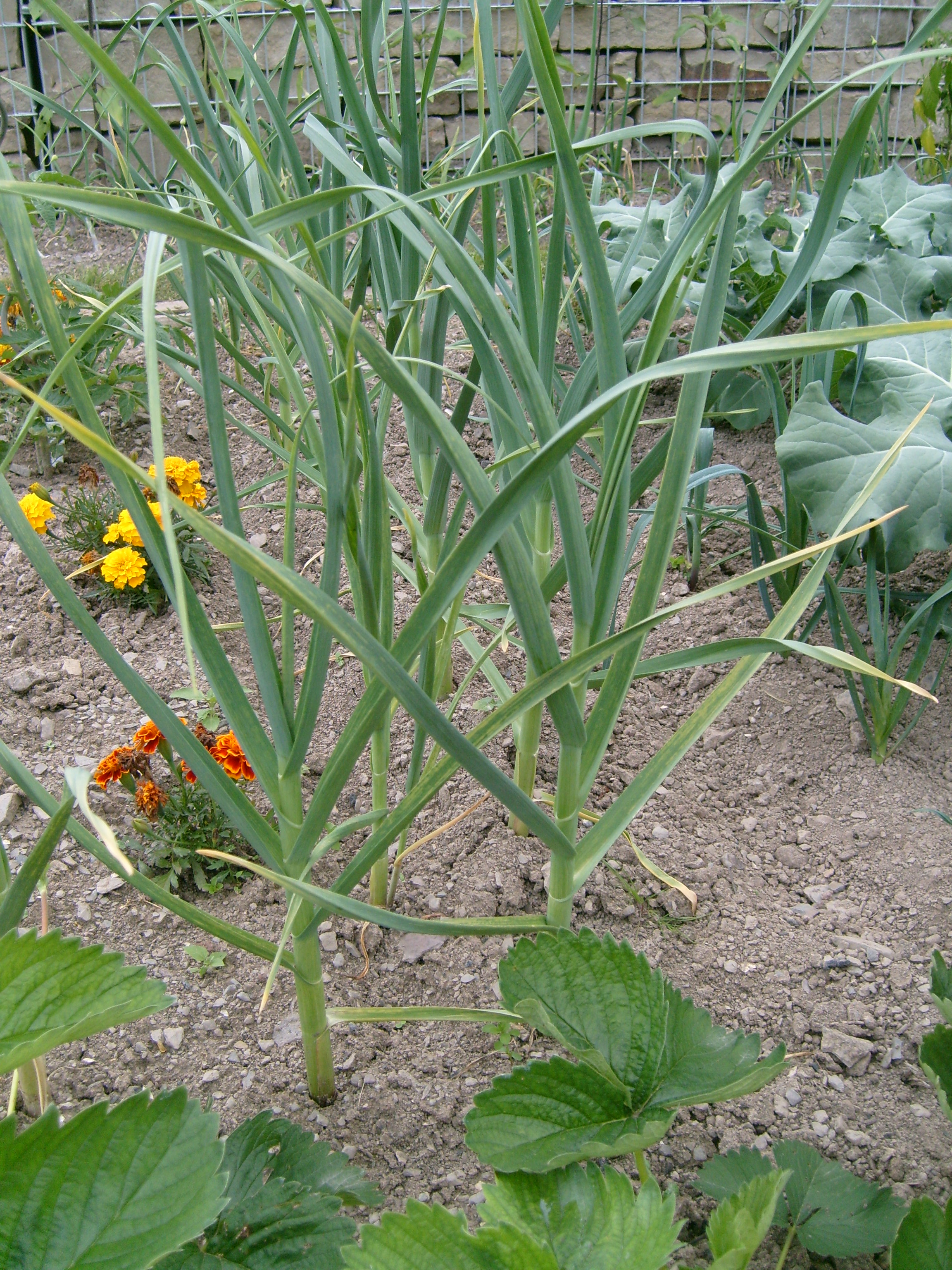
Allium sativum

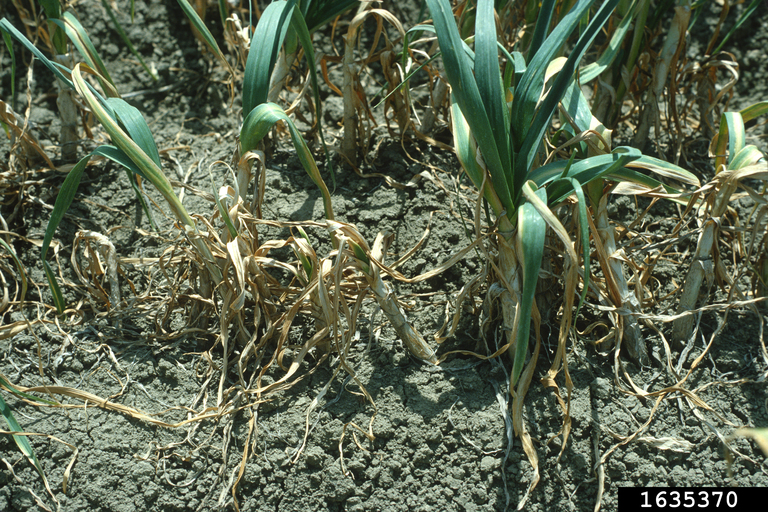
Aantasting door het stengelaaltje

Knoflook (Allium sativum) is een plant uit de narcisfamilie (Amaryllidaceae). Knoflook heeft een typerende en doordringende smaak en wordt met name in de mediterrane keuken gebruikt. Reeds in de klassieke oudheid werden aan knoflook medicinale eigenschappen toegeschreven waar beperkte wetenschappelijke onderbouwing voor bestaat.

## Groei
Knoflook is net als de ui en bieslook een bolgewas dat voor de winter zijn energie in een bol opslaat zodat het in de lente een voorsprong heeft en heel snel kan groeien en bloeien. De plant groeit op goed doorlatende grond en in de volle zon.

## Consumptie
Knoflook wordt zowel vers (fijn gesneden of geperst) als in poedervorm (gedroogd en gemalen) toegepast. Knoflook is een kruid met een doordringende smaak en geur, dat onder andere in Frankrijk, in de mediterrane en Midden-Europese landen bijzonder veel gebruikt wordt.
Knoflookazijn kan worden gemaakt door uitgeperste knoflook in gekookte, koude azijn te doen. Dit moet twee weken blijven staan, waarna de azijn gezeefd dient te worden.

## Geschiedenis
"Lauk" werd al vermeld in de Edda. De Talmoed leert "Eet regelmatig knoflook, het heldert de geest op, versterkt de mannelijkheid en verdrijft darmparasieten!" Ook de Bijbel en de Koran vermelden knoflook. De Papyrus Ebers in Egypte vermeldde al 3500 jaar geleden knoflook. De arbeiders die aan de piramiden bouwden kregen knoflook te eten. Homerus vermeldt gebruik van knoflook door Nestor.
Galenus raadde knoflook aan tegen zowat alle kwalen.
In de Romeinse tijd geloofde men dat knoflook de spieren versterkte, vandaar dat gladiatoren vaak knoflook kauwden. Uit laboratoriumproeven met knoflooksupplementie blijkt dat dit het testosterongehalte in ratten kan verhogen.
In de Middeleeuwen werd knoflook geacht de duivel en heksen weg te houden en te beschermen tegen de pest. Knoflook kan inderdaad bacteriëndodend werken dankzij de component allicine. In de klassieke literatuur is knoflook ook genoemd als een middel om vampieren af te weren.

## Gezondheid
Aan knoflook worden verschillende gezondheidsbevorderende eigenschappen toegeschreven. Een cholesterolverlagende werking en bloeddrukverlagende werking heeft enige wetenschappelijke onderbouwing, voor andere eraan toegeschreven eigenschappen, zoals werking tegen verkoudheid en kanker, is geen afdoende bewijs.
Onderzoeken 'in vitro' en bij ratten en konijnen geven duidelijke aanwijzingen dat knoflook de afzetting van plaque op de vaatwanden voorkomt, maar ook de bloedstolling vermindert. Het lijkt daarom verstandig het niet in grote hoeveelheden in te nemen met geneesmiddelen die bloedstolling verminderen of in de week voor een operatie of een bevalling.
Verschillende gerandomiseerde onderzoeken met controlegroep (RCTs) wijzen uit dat knoflook de bloeddruk verlaagt bij mensen met een verhoogde bloeddruk. Een mogelijk mechanisme hiervoor zijn de zwavelverbindingen in knoflook: deze worden in het lichaam omgezet in waterstofsulfide, een stof die dient als boodschapperstof voor vaatverwijding.
Er zijn sterke aanwijzingen dat knoflook het cholesterolgehalte in het bloed verlaagt bij patiënten met hypercholesterolemie, maar enkele recentere onderzoeken laten geen effect zien.
Plaatselijke toepassing kan brandwonden veroorzaken: in de literatuur zijn enkele gevallen gerapporteerd.
Knoflook (vooral verse) is giftig voor honden en (vooral) katten.
In Rusland wordt knoflook ook wel 'penicilline voor de armen' genoemd.
Knoflook wordt ook aangeraden voor vrouwen in de overgang. Het in knoflook aanwezige allicine heeft een positief effect op de bloedsomloop. Hierdoor zou het ook als afrodisiacum kunnen werken.

## Geur
Veel componenten in knoflook zijn zwavelverbindingen. Deze worden bijna allemaal door het lichaam verteerd, behalve allylmethylsulfide (AMS). Dit wordt niet verteerd in de ingewanden, maar opgenomen in het bloed. Het bloed brengt de AMS naar de longen en de huid, waardoor het onderdeel wordt van de lichaamsgeur. Uit een onderzoek gedaan door de Universiteit van Edinburgh blijkt dat deze geur helpt tegen muggen. Echter, in culturen waar knoflook weinig gegeten wordt, zoals in Noord-Europa, kan deze geur als hinderlijk ervaren worden door anderen.

## Geraadpleegde literatuur
1. 1 2  Koomen, E. (1976). Tuinieren voor iedereen. Baarn: Market Books bv.
2. ↑  Spice Pages: Garlic (Allium sativum, garlick). Gearchiveerd op 18 augustus 2023.
3. ↑  Baba Kama 82a, 11.
4. ↑  Numeri 11:5
5. ↑  Arch Intern Med - Garlic: What We Know and What We Don't Know, February 26, 2007, Charlson and McFerren 167 (4): 325. Gearchiveerd op 8 februari 2012.
6. ↑  botanical.com - A Modern Herbal | Garlic
7. ↑  Garlic supplementation increases testicular testos...[J Nutr. 2001] - PubMed Result. Gearchiveerd op 28 april 2020.
8. ↑  https://www.umm.edu/altmed/articles/garlic-000245.htm
9. ↑  http://www.mayoclinic.com/health/garlic/NS_patient-garlic
10. ↑  Durak I, Oztürk HS, Olcay E, Güven C. (2002). Effects of garlic extract supplementation on blood lipid and antioxidant parameters and atherosclerotic plaque formation process in cholesterol-fed rabbits. J Herb Pharmacother. 2 (2): 19-32. PMID 15277094.
11. ↑  Chan KC, Yin MC, Chao WJ. (2007). Effect of diallyl trisulfide-rich garlic oil on blood coagulation and plasma activity of anticoagulation factors in rats. Food Chem Toxicol. 45 (3): 502-7. PMID 17123684.
12. ↑  Steiner M, Lin RS. (1998). Changes in platelet function and susceptibility of lipoproteins to oxidation associated with administration of aged garlic extract. J Cardiovasc Pharmacol. 31 (6): 904-8. PMID 9641475.
13. ↑  Rahman K. (2007). Effects of garlic on platelet biochemistry and physiology. Mol Nutr Food Res. 51 (11): 1335-44. PMID 17966136.
14. ↑  Borrelli F, Capasso R, Izzo AA. (2007). Garlic (Allium sativum L.): adverse effects and drug interactions in humans. Mol Nutr Food Res. 51 (11): 1386-97. PMID 17918162.
15. ↑  Ellen Tattelman (2005). Health Effects of Garlic. Am Fam Physician. 72 (01): 103-106.  Gearchiveerd van origineel op 26 september 2007. Geraadpleegd op 18 augustus 2023.
16. ↑  Ried, K, OR Frank e.a. (2008) Effect of garlic on blood pressure: a systematic review and meta-analysis. BMC Cardiovasc Disord. 2008 Jun 16;8:13. Gearchiveerd op 16 juli 2023.
17. 1 2  Pitter, M.H. & E Ernst (2007) Clinical effectiveness of garlic (Allium sativum) Mol. Nutr. Food Res. 51 (2007) 1382 - 1385.
18. ↑  Benavides GA, et al. (2007). Hydrogen sulfide mediates the vasoactivity of garlic. Proc Natl Acad Sci USA 104 (46): 17977-82. PMID 17951430.
19. ↑  (nl)  Sulfide in knoflook goed voor bloedvaten, NRC Handelsblad, 16 oktober 2007. Gearchiveerd op 7 december 2021.
20. ↑  Durak I, Kavutcu M, Aytaç B, Avci A, Devrim E, Ozbek H, Oztürk HS. (2004). Effects of garlic extract consumption on blood lipid and oxidant/antioxidant parameters in humans with high blood cholesterol. J Nutr Biochem. 15 (6): 373-7. PMID 15157944.
21. ↑  Kojuri J, Vosoughi AR, Akrami M. (2007). Effects of anethum graveolens and garlic on lipid profile in hyperlipidemic patients. Lipids Health Dis. 6: 5. PMID 17328819.
22. ↑  Baruchin AM, Sagi A, Yoffe B, Ronen M. (2001). Garlic burns. Burns 27 (7): 781-2. PMID 11600262.
23. ↑  R.B. Cope, Allium species poisoning in dogs and cats, Veterinary Medicine, augustus 2005, pp. 562-566
24. ↑  pets by nature
25. ↑  https://web.archive.org/web/20080822180633/http://www.petalia.com.au/Templates/StoryTemplate_Process.cfm?specie=Dogs&story_no=257
26. ↑  (en) Onion and Garlic Toxicity in Dogs and Cats. Gearchiveerd op 24 september 2008. , Veterinary & Aquatic Services Department, Drs. Foster & Smith
27. ↑  Spotlight on Garlic: Nature’s Aphrodisiac and Winter Weapon[dode link],  Australian Menopause Centre, 15 mei 2023
28. ↑  , National Library of Medicine
29. ↑  Horecanieuwsbericht: knoflook tegen muggenplaag. Gearchiveerd op 28 september 2007.

... · 
A. altaicum · 
A. ampeloprasum (prei) · 
A. ascalonicum (sjalot) · 
A. carinatum (berglook) · 
A. cepa (ui) · 
A. fistulosum (grof bieslook) · 
A. fistulosum var. bulbifera (sint-jansui) · 
A. fistulosum var. giganteum (stengelui) ·
A. karataviense · 
A. oleraceum (moeslook) · 
A. oschaninii (eslook) · 
A. paradoxum (armbloemig look) · 
A. rotundum (ronde look) · 
A. sativum (knoflook) · 
A. schoenoprasum (bieslook) · 
A. scorodoprasum (slangenlook) · 
A. sphaerocephalon (kogellook) · 
A. tricoccum · 
A. triquetrum (driekantig look) · 
A. tuberosum (Chinese bieslook) · 
A. ursinum (daslook) · 
A. vineale (kraailook) · 
A. zebdanense (bochtig look) ·
...